# إيدي أبابيو
إيدي أبابيو (بالإنجليزية: Eddie Ababio)‏ (1 يناير 1988 بأكرا في غانا - ) هو لاعب كرة قدم أمريكي في مركز الدفاع. شارك مع منتخب الولايات المتحدة تحت 17 سنة لكرة القدم. أما مع النوادي، فقد لعب مع كولورادو رابيدز ونادي شمال كارولاينا وTampa Bay Rowdies ‏ وTampa Marauders ‏ وSalem City FC ‏ وIMG Academy Bradenton ‏ ونادي أكويلا.

## روابط خارجية
- إيدي أبابيو على موقع الدوري الأمريكي (الإنجليزية)
- إيدي أبابيو على موقع قاعدة بيانات كرة القدم.إي يو (الإنجليزية)